# Marin Ljubičić (futbolista nacido en 2002)
Marin Ljubičić (Split, 28 de febrero de 2002) es un futbolista croata que juega en la demarcación de delantero para el F. C. Union Berlin de la Bundesliga.

## Biografía
Tras empezar a formarse como futbolista en el Hajduk Split, pasó al filial en 2020, con el que llegó a jugar un partido contra el NK Dugopolje. Su debut con el primer equipo se produjo el 7 de abril de 2021 contra el N. K. Slaven Koprivnica en la Primera Liga de Croacia. El 1 de julio de 2022 se marchó cedido al LASK de Austria.

## Clubes
| Club                | País     | Año       | Partidos | Goles |
| ------------------- | -------- | --------- | -------- | ----- |
| HNK Hajduk Split II | Croacia  | 2020      | 1        | 0     |
| HNK Hajduk Split    | Croacia  | 2021-2022 | 44       | 9     |
| LASK                | Austria  | 2022-2025 | 100      | 36    |
| F. C. Union Berlin  | Alemania | 2025-     | 13       | 1     |